# 马立克沙一世
马立克沙一世，又譯馬立克沙阿、馬立克沙埃（波斯語：ملکشاه，1053年8月8日—1092年11月19日，拼音Jalāl al-Dawla Mu'izz al-Dunyā Wa'l-Din Abu'l-Fatḥ ibn Alp Arslān）是塞尔柱帝国在1072年至1092年间的苏丹。

## 青年即位
從9歲起，马立克沙便随父亲阿爾普·阿爾斯蘭四处征战，在維齊爾（宰相）尼札姆·穆爾克的輔佐下，他參與了攻打高加索以及敘利亞的戰役。數年後，著名的曼齊刻爾特戰役發生時，12歲的他留在圍攻阿勒頗城的軍營中。同年，阿爾斯蘭安排马立克沙與同樣12歲，來自喀喇汗國的公主特肯可敦結婚。
1066年，阿爾斯蘭召開忽里勒臺大會，席間正式宣布13歲的馬利克沙為其繼承人，並將伊斯法罕作為封地授予他。
1072年12月，19歲的马立克沙接替在意外喪生父親成為蘇丹。马立克沙的叔叔卡伏特與兒子們起兵反叛，在許多突厥老臣叛變的情況下，以古拉姆衛隊組成的尼札姆軍成為了新蘇丹的主要支持者。兩軍在哈馬丹激戰三日，最終卡伏特戰敗被俘。马立克沙原先想答應叔叔退隱至阿曼的請求，然而尼扎姆堅持不可留後患，監禁中的卡伏特最終被用弓弦勒死（一說是毒死），兩個兒子被弄瞎雙眼。

## 穩固帝國版圖
塞爾柱的內戰使周邊各國紛紛重啟戰事。在穩定伊朗局勢後，馬立克沙將注意力轉向北方的喀喇汗國。前蘇丹死後不久，喀剌大汗即無視兩國的婚約，攻入巴克特里亞（即大夏地區），馬立克沙的弟弟阿雅茲（Ayaz）亦戰死。通過親征，馬立克沙最終擊退了喀剌汗國並佔領了泰爾梅茲、巴爾赫地區，重新控制阿姆河北岸。同一時間，加兹尼王朝的蘇丹加兹尼的易卜拉欣進軍呼羅珊北部的塞爾柱城市，被馬立克沙回軍擊敗，求和的易卜拉欣讓兒子馬蘇德三世迎娶馬立克沙的女兒葛花可敦。
1074年，馬立克沙命令諸侯停止對高加索東部的掠奪，重建希爾凡地區，並將卡伏特的遺子分封至伊郎南部的克爾曼。隔年，馬立克沙再次派遣軍隊前往高加索東部，擊敗反叛的沙達迪王朝統治者法德倫三世，將他轉封至伊朗北部的戈爾甘。
1089年，馬利克沙圍攻喀喇汗國的重鎮撒馬爾罕，在城內神職人員內應下佔領了該城，喀剌大汗被俘。馬利克沙帶著俘虜在七河地區（今哈薩克東南部）巡遊展現軍威，喀什與和田的統治者也向他宣示臣服，此時塞爾柱帝國的勢力範圍達到鼎盛。

## 文化發展
在宰相尼札姆主持下，馬立克沙一世任內更新了許多政策，包括伊斯蘭法典編修、曆法建制、稅制整頓、教育推展等。他任內廣設伊斯蘭學校「尼札米亞」，培養大量神學家與哲學家，使遜尼派的聲勢在波斯、阿拉伯地區大幅上升，促進突厥人、波斯人的風俗融入伊斯蘭文化圈當中。
其中，由奧瑪·開儼主持的伊斯法罕天文台在重新計算太陽的黃道週期後，編制了陽曆賈拉利曆法，其特色是不同年份的同一個月天數會有所差異，如1302年的九到十二月分別有30、29、30、30日，1303年則是29、30、29、30日。賈拉利曆法在伊朗、阿富汗等地持續被使用至20世紀。今日在這兩地通行的伊朗曆，也是改良自於賈拉利曆。

## 猜忌、暗殺、分裂
馬立克沙之妻特肯可敦與獨攬大權的宰相尼扎姆之間，因為繼承人問題而長期對立。馬立克沙的長子巴爾基雅魯克在軍政界頗獲人望，但他並非由特肯可敦所生，她不斷遊說馬立克沙立她的兒子為儲。為了與支持長子的尼扎姆派系對抗，特肯可敦拉攏長期被打壓的伊斯瑪儀派。馬立克沙本人也對尼扎姆大權在握多有不滿，暗中資助宰相的政敵太賈·穆爾克。1092年，馬立克沙宣布計畫廢儲長子，改立特肯可敦第三子馬哈茂德一世為儲，此舉引起塞爾柱軍政界普遍反彈，蘇丹與宰相之間的不合浮上檯面。
1092年10月，尼扎姆被激進的阿薩辛教眾刺殺身亡，關於此一刺殺的動機，除了遜尼派的尼扎姆長期打壓什葉派、招致報復外，也有馬立克沙不滿尼扎姆大權壟斷，暗中煽動刺客的說法。尼扎姆過世後，馬立克沙任命太賈·穆爾克為新任維齊，並動身前往巴格達，威脅阿巴斯哈里發穆克塔迪立即退位。據說，馬立克沙打算讓孫子（一說為姪子）賈法爾（Ja'far）繼任為新哈里發。
1092年11月19日，等待哈里發回覆的馬立克沙在打獵時被刺殺身亡，刺客被認為很可能是尼扎姆家族的支持者。在特肯可敦的命令下，馬立克沙的遺體被運回伊斯法罕，埋葬在當地的伊斯蘭學校裡。
由於繼承人問題，此後塞爾柱便陷入長期的內戰。儘管巴爾基雅魯克最終擊敗了包括馬哈穆德一世在內的眾多對手，他仍不得不選擇與其弟穆罕默德一世和談、分地而治，嚴重的動盪使塞爾柱帝國陷入分裂，疲於應對稍後第一次十字軍的入侵。

## 资料来源
- Bosworth, C. E. . Frye, R. N.  (编). . Cambridge: Cambridge University Press. 1968: 1–202  [2017-11-19]. ISBN 0-521-06936-X. （原始内容存档于2021-05-20）.
- Minorsky, Vladimir. . University of Michigan. 1958: 1–219  [2017-11-19]. ISBN 978-1-84511-645-3. （原始内容存档于2020-09-27）.
- Bosworth, C. Edmund. . . London et al.: 179. 2002  [2017-11-19]. （原始内容存档于2020-11-25）. |article=和|title=只需其一 (帮助)
- Bosworth, C. E. . 1995  [17 May 2014]. （原始内容存档于2020-02-03）.
- Durand-Guédy, David. . . 2012  [2017-11-19]. （原始内容存档于2020-11-17）. |article=和|title=只需其一 (帮助)
- Peacock, Andrew. . .   [2017-11-19]. （原始内容存档于2020-05-26）. |article=和|title=只需其一 (帮助)
- Luther, K. A. . : 895–898. 1985  [2017-11-19]. （原始内容存档于2021-02-26）. |article=和|title=只需其一 (帮助)